# Três Passos
Três Passos es un municipio brasileño del estado de Rio Grande do Sul.
Se encuentra ubicado a una latitud de 27º27'20" Sur y una longitud de 53º55'55" Oeste, estando a una altitud de 451 metros sobre el nivel del mar. Su población estimada para el año 2004 era de 23.617 habitantes.
Ocupa una superficie de 273,86 km².

## Historia
En el año 1879, es construida la Colonia Militar del Alto Uruguay. En esa época, el Imperio del Brasil buscaba afirmarse como dueño de las tierras meridionales, en el mismo contexto de las Misiones jesuíticas.
La colonia tenía como función guardar las tierras del noroeste y vigilar el territorio y la Picada Geral, carretera que la unía con el municipio de Palmeira das Missões.
A 35 kilómetros de la Colonia, fue construido en 1882, una fuerte que tenía como objetivo proteger la precaria carretera. Ese lugar fue elegido por contar con tres pozos de agua potable que servían como suministro para hombres y animales. Llamado inicialmente “Pouso dos três passos” (en español: Pozo de los tres pasos), y en este lugar surgiría años después la moderna ciudad
En las tierras cercanas a los "pozos", fue formándose un poblado, atraído por la fertilidad de la tierra, el buen clima para la agricultura, así como la distribución y comercialización de tierras a buen precio.
La población estaba comunicada por medio del telégrafo que unía las ciudades de Palmeiras das Missões/Colônia Três Passos/Alto Uruguai.
El 28 de diciembre de 1944, por decreto Ley n.º 716, firmado por Ernesto Dornelles, fue creado el 92.º municipio del estado de Rio Grande do Sul: Três Passos.

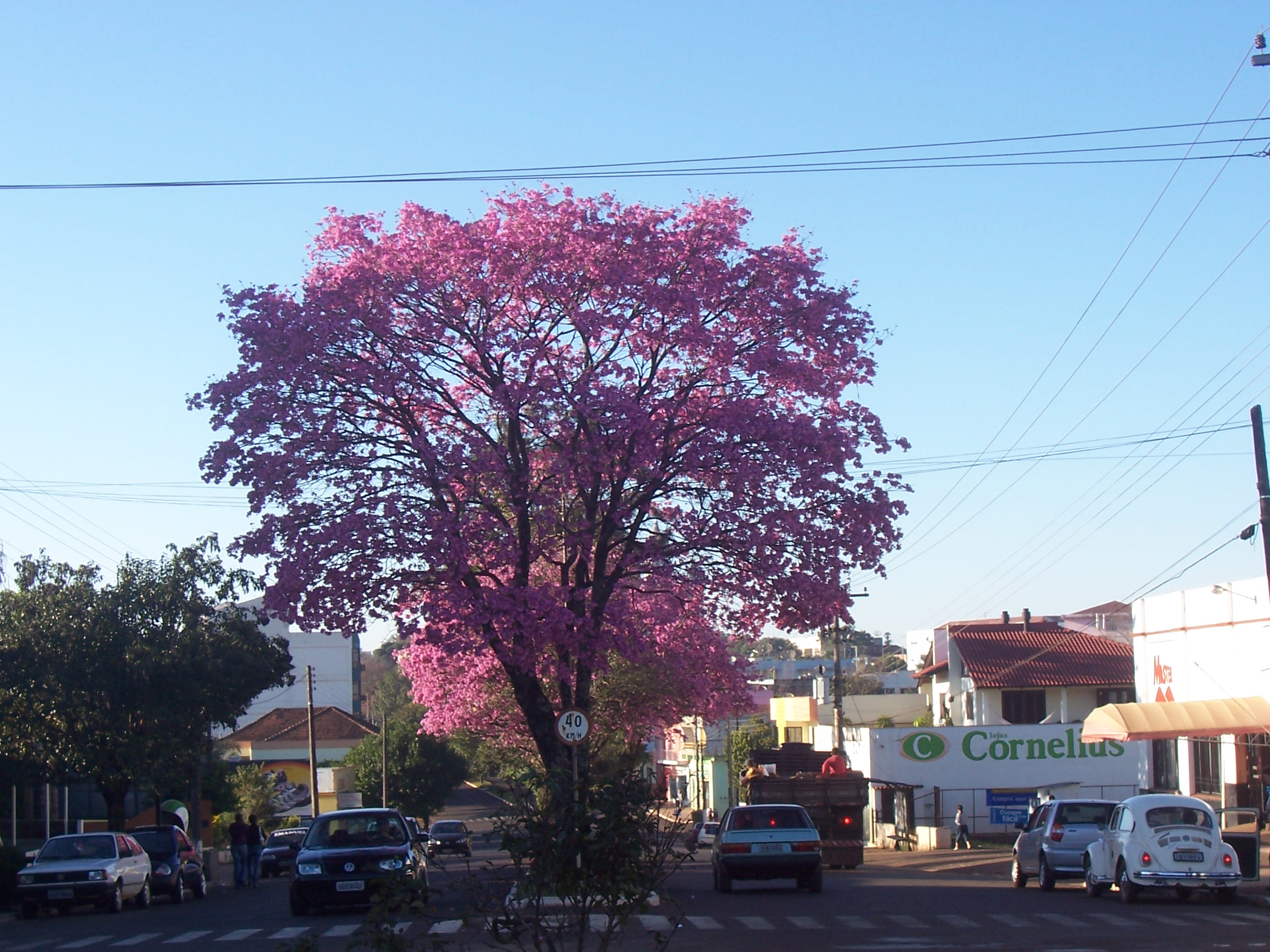
Los lapachos en la ciudad.
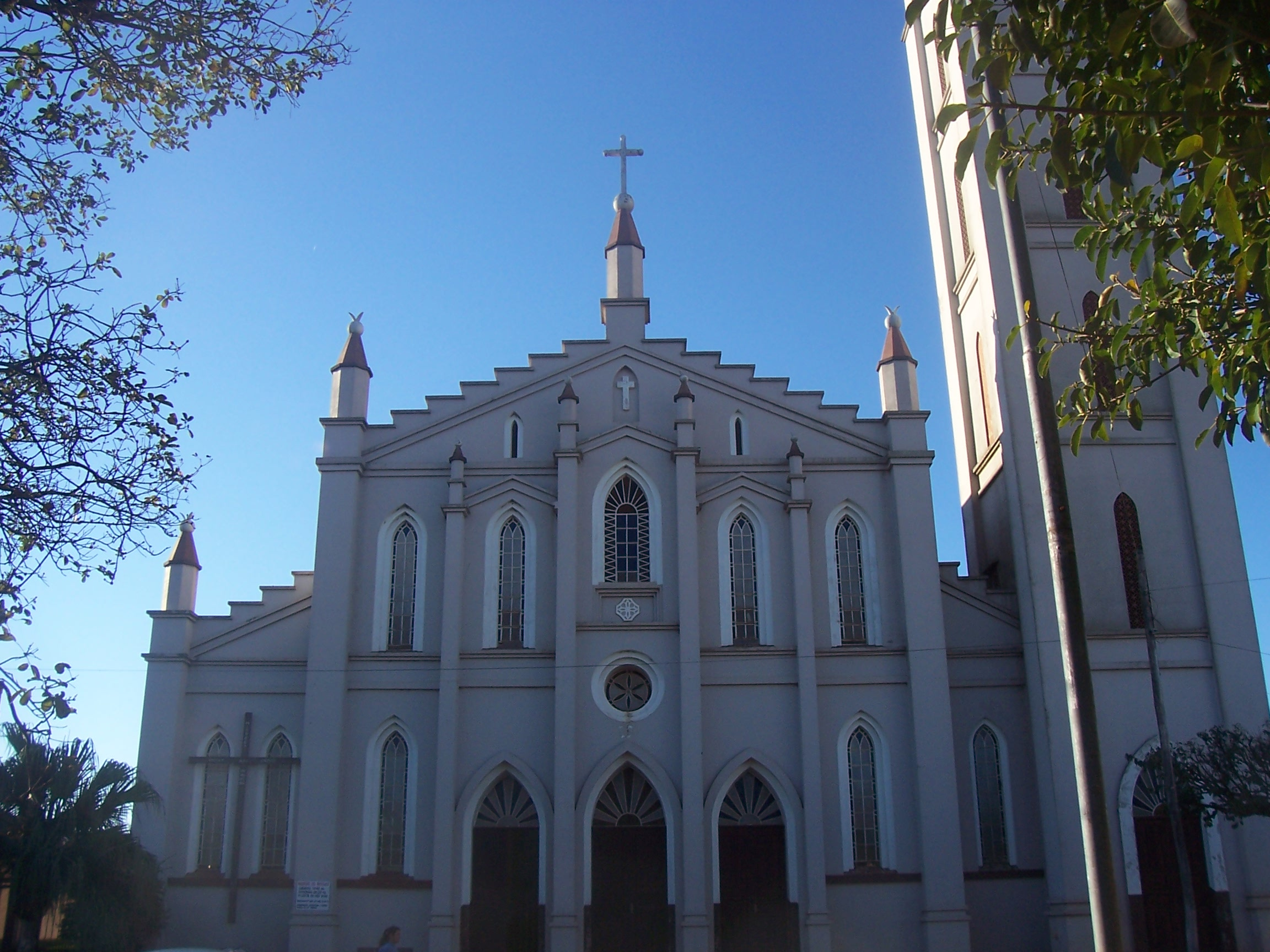
Iglesia principal de Três Passos.
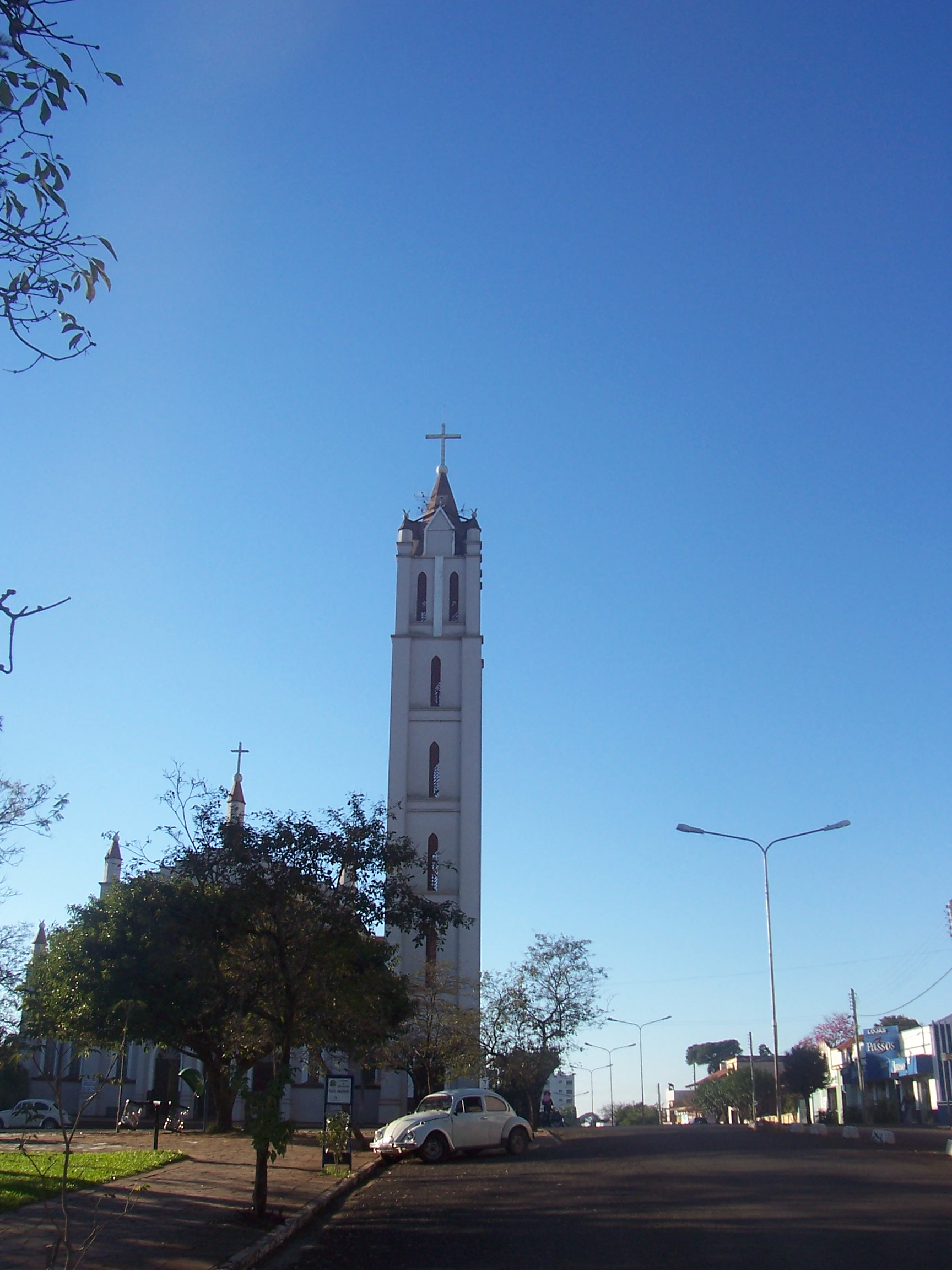
Torre de la iglesia.

- Datos: Q728608
- Multimedia: Três Passos / Q728608